# فرودگاه کراما
فرودگاه کراما (به انگلیسی: Kerama Airport) یک فرودگاه همگانی با کد یاتا KJP است که یک باند فرود آسفالت بتن دارد و طول باند آن ۸۰۰ متر است. این فرودگاه در کشور ژاپن قرار دارد .